# 坂田正彰
坂田 正彰（さかた まさあき、1972年11月25日 - ）は、日本の元ラグビー選手。引退後はサントリーサンゴリアスの広報兼渉外担当スタッフ、チームのゼネラルマネージャーを務めた。

## プロフィール
- 滋賀県大津市出身。
- ポジションはフッカー(HO)。
- 血液型はA型。
- 身長は180cm、体重は99kg。

## 経歴
- 小学校入学と同時に水泳を始める。
- 1982年、地元・滋賀県大津市のスポーツ少年団でラグビーを始める。
- 1986年、水泳のジュニアオリンピックに出場。
- 1988年、愛媛県松山市の新田高校に入学。ラグビー部に入部。
- 1988年、第69回全国高校ラグビー大会出場。ポジションはプロップのリザーブ。
- 1989年、第70回全国高校ラグビー大会出場。ポジションはナンバーエイト。高校日本代表。
- 1990年、第71回全国高校ラグビー大会出場。キャプテンで、ポジションはフッカー。
- 1991年高校日本代表のウエールズ遠征（3月10日～30日）ではキャプテンを務め、5試合すべてに出場。
- 1991年、法政大学に入学。ラグビー部入部。
- 1993年、第29回全国大学選手権で優勝し、法政大学の25年ぶり3度目の大学日本一に貢献。
- 1994年、第30回全国大学選手権大会準優勝。
- 1995年、サントリーに入社しラグビー部に入部。
- 1996年、サントリー、第48回全国社会人大会で三洋電機と同点Ｖで初優勝。三洋電機戦で、ロスタイムに坂田がタッチラインぎりぎりのボールをキャッチしたことが起点となった。
- 1996年、カナダ戦で日本代表初キャップを獲得。アメリカ戦で対アメリカ代表初勝利。アジア選手権優勝。
- 1998年、サントリー、第50回全国社会人大会準優勝。
- 1999年、第4回ワールドカップ出場。
- 2001年、サントリー、第38回日本選手権で神戸製鋼と引き分け両者優勝。
- 2001年、サントリー、単独チームとしてウェールズ代表に勝利。
- 2003年、サントリー、第55回全国社会人大会優勝,第40回日本選手権準優勝。
- 2003年、第5回ワールドカップ出場。
- 2008年、現役引退。日本代表通算キャップ数は33。
- 2009年、NHK大学ラグビー中継の解説を務める。
- 2013年、サントリーサンゴリアス　ゼネラルマネージャーに就任
- 2014年、サントリーサンゴリアス　ゼネラルマネージャーを退任